# Karl Valentin

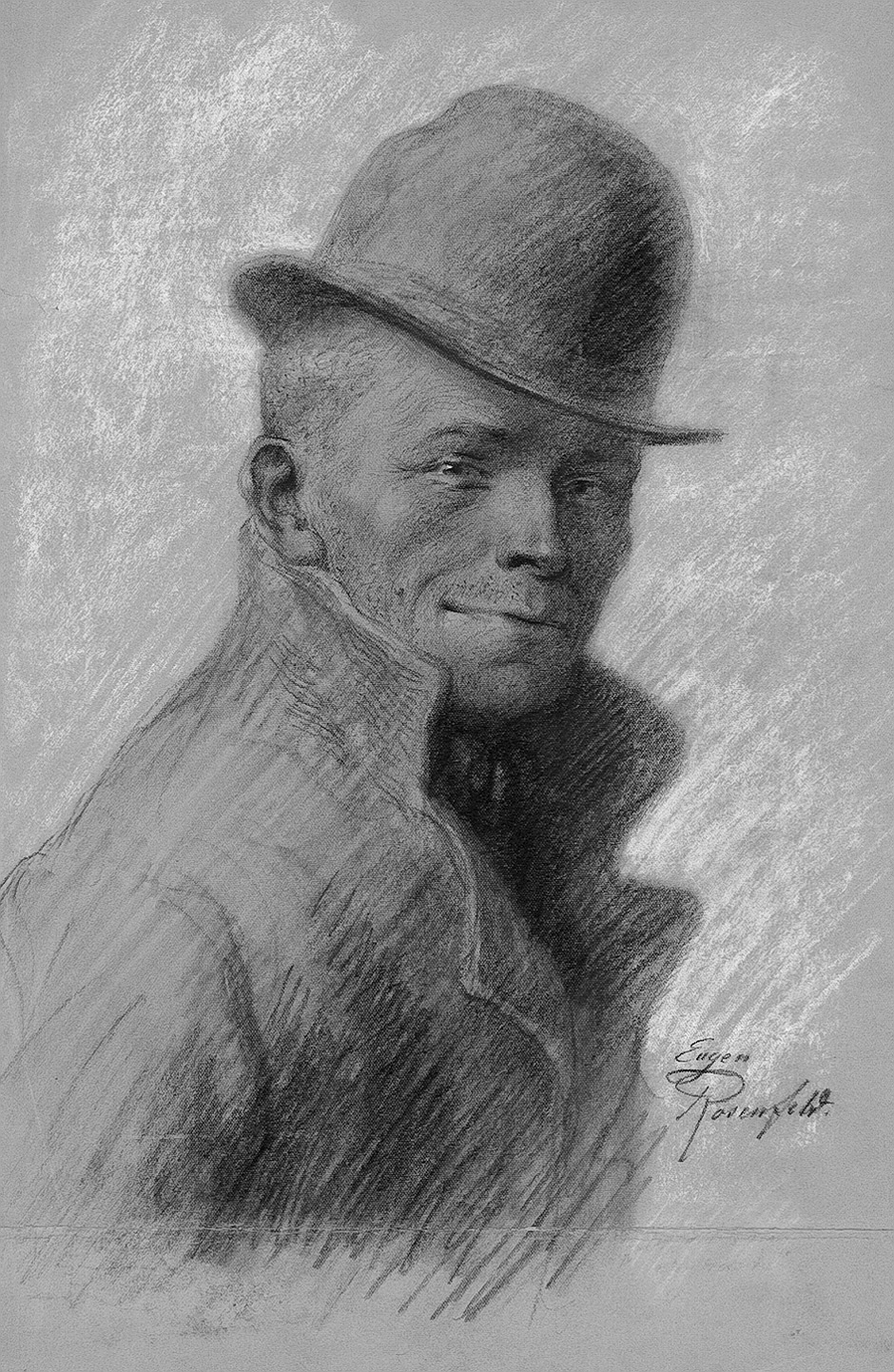
Karl Valentin (Eugen Rosenfeld)

Karl Valentin nome real, Valentin Ludwig Fey (Munique, 4 de Junho de 1882 - Planegg, 9 de Fevereiro de 1948), foi um comediante, autor e produtor de filmes e teve grande influência na cultura alemã.
O humor de suas peças reside entre o Dadaísmo e o Expressionismo. Seu trabalho centrava-se ao redor de jogos de palavras. Bertolt Brecht disse uma vez que foi Karl Valentin que o ensinou a escrever peças. Segundo Mark Stevens You’ll Laugh, You’ll Cry, Karl Valentin foi o Charles Chaplin dos dadaístas de Munique.